# Franziskus Fröhlicher
Franziskus Fröhlicher (* 1774 in Bellach; † 7. April 1848 im Schloss Bettwiesen) war ein Schweizer Geistlicher.

## Leben
Nachdem Franziskus Fröhlicher seine Gymnasialstudien in Solothurn beendet hatte, legte er 1794 im Kloster Fischingen die feierlichen Ordensgelübde als Benediktiner ab; kurz darauf wurde ihm bereits die Leitung der Klosterschule übergeben. 1802 wurde ihm das Amt des Subpriors übertragen und 1815 kam die Erhebung zum Prior.
Im Kloster hatte er die Professur für Philosophie und der Theologie für die jungen Klosterangehörigen. Er war Mitglied des katholischen Administrationsrates des Kantons Thurgau und schied aus diesem Rat Anfang der 1830er Jahre aus.
1836 wurde er von seinen Ordensbrüdern einstimmig zum Abt gewählt. Die Führung des Klosters zur damaligen Zeit wurde immer schwieriger, weil durch die Thurgauer Regierung der Hofener Friedensrichter Johann Baptist Ruckstuhl als Verwalter für das Kloster bestimmt wurde, unter dem sich die wirtschaftliche Entwicklung verschlechterte, da er bereits in seiner ersten Jahresrechnung ein Defizit von 2.500 Gulden aufwies. Durch die Verabschiedung des Novizengesetzes, das der Aufnahme neuer Novizen fast unüberwindbare Hindernisse auferlegte, später wurde sie gänzlich untersagt, war erkennbar, dass das Kloster aufgehoben werden soll.
Aufgrund seines schlechten Gesundheitszustandes fuhr Abt Franziskus Fröhlicher am 4. April 1848 zu dem zum Kloster gehörenden Schloss Bettwiesen zur Erholung, verstarb dort aber bereits am 7. April 1848 an der Wassersucht.
Abt Franziskus Fröhlicher war der letzte Abt des 1138 gegründeten Benediktinerkloster Fischingen, und nur wenige Monate nach seinem Tod wurde das Kloster am 27. Juni 1848 vom thurgauischen Grossen Rat aufgehoben und die Gebäude privatisiert.